# 10454 Vallenar
För andra betydelser, se Vallenar.
10454 Vallenar eller 1978 NY är en asteroid i huvudbältet som upptäcktes den 9 juli 1978 av den tyske astronomen Hans-Emil Schuster vid La Silla-observatoriet. Den är uppkallad efter den Chilenska staden Vallenar.
Asteroiden har en diameter på ungefär 3 kilometer och den tillhör asteroidgruppen Vesta.